# Фотоны лаймановского континуума
Фотоны лаймановского континуума (англ. Lyman continuum photons) — фотоны, испущенные звездой, с энергиями выше энергии лаймановского предела. Водород ионизуется при поглощении фотонов лаймановского континуума. Начиная с момента открытия Виктором Шуманном ультрафиолетового излучения, с 1906 по 1914 годы Теодор Лайман наблюдал, что атомарный водород поглощает свет только с определёнными частотами, поэтому одна из серий водородных линий и носит название лаймановской серии. Все длины волн в серии Лаймана находятся в ультрафиолетовой части спектра. Дискретность поглощения проявляется только до предела энергии, известного как энергия ионизации. В случае нейтрального атома водорода минимальная энергия соответствует лаймановскому пределу, при котором вся энергия фотона затрачивается на отрыв электрона от атома, вследствие чего образуется свободный протон и свободный электрон. Фотоны с энергией выше предельной будут поглощаться атомом, что даёт континуум в энергетическом спектре, то есть непрерывный спектр.

Серия Лаймана

Лаймановский предел обладает длиной волны 91,2 нм (912 Å), что соответствует частоте  3,29 млн ГГц и энергии фотона 13,6 эВ. Энергии лаймановского континуума находятся в ультрафиолетовой области спектра. Хотя рентгеновские и гамма-лучи также могут ионизовать атомы водорода, таких фотонов с поверхности звезды излучается гораздо меньше.
Процесс поглощения фотонов, приводящий к ионизации атомов водорода, может протекать и в обратном направлении: электрон и протон могут столкнуться и образовать атом водорода. Если две частицы движутся с малыми скоростями (так что кинетической энергией можно пренебречь), то фотон, испускаемый атомом, может теоретически достигать энергии 13,6 эВ (в действительности энергия будет меньше, поскольку полученный атом будет в возбуждённом состоянии). При больших скоростях кинетическая энергия высвечивается (но момент сохраняется) в виде фотонов с меньшими длинами волн. Следовательно, фотоны с энергией выше 13,6 эВ излучаются при столкновении протонов и электронов с высокой энергией.